# The Grand Vizier's Garden Party
„The Grand Vizier's Garden Party“ je poslední skladba, instrumentální, z alba Ummagumma z roku 1969 od anglické progresivně rockové skupiny Pink Floyd. Skladba je rozdělena do tří částí a napsal ji bubeník Nick Mason.

## Sestava
- Nick Mason – bicí, perkuse, mellotron
- Lindy Mason – flétna